# لا أرى شرا (فلم 2006)
لا أرى شرا (بالإنجليزية: See no evil) فيلم رعب من نوع التقطيع، انتج في الولايات المتحدة سنة 2006، من بطولة كين.

## القصة
يذهب شرطيان للتحقيق في مكالمة استغاثة من منزل مهجور، فيهاجمهم شخص مختل عقليا بفأس ويقتل أحدهما ويقطع ذراع الآخر قبل أن يقتله برصاصة في رأسه وبعد مرور أربع سنوات على الحادث، ينتقل الشرطي المشوه للعمل في مركز حجز المقاطعة، ويذهب مع بعض المجرمين المحكوم عليهم لأحد الفنادق المهجورة لتنظيفه لكي يصبح ملجأ للمشردين يرحب المساجين بتلك المهمة لأن عقوبتهم سيتم تخفيفها في مقابلها، وأثناء الليل يقوم قاتل متسلسل مختل عقليا يهوى جمع عيون ضحاياه بخطف واحدة من المساجين تحمل على جسمها العديد من الوشوم المسيحية. بعد ذلك يبدأ المختل في مهاجمة بقية المجموعة ويحاول تقطيع أجسامهم وقتلهم باستخدام فأس حاد.

## الميزانية والإيرادات
كلف الفيلم ميزانية تقدر بثمانية ملايين دولار أمريكي وحقق أرباحًا تقدر بـ18.6 مليون دولار أمريكي.

## وصلات خارجية
- مقالات تستعمل روابط فنية بلا صلة مع ويكي بيانات

- لا أرى شرا على IMDb
- لا أرى شرا على Rotten Tomatos
- لا أرى شرا على AllMovie
- لا أرى شرا على Metacritic